# Elliptische Koordinaten

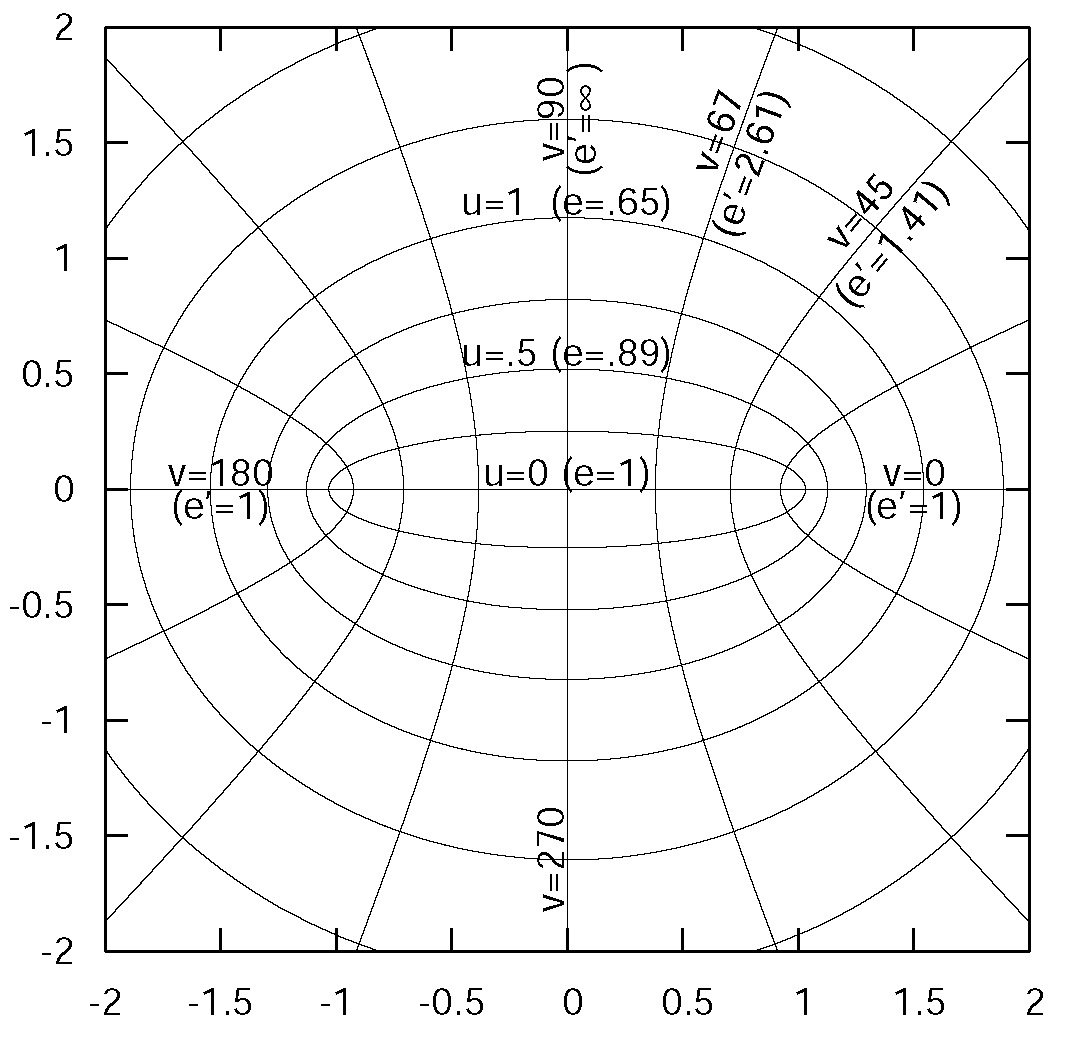
Elliptische Koordinaten in der Ebene für c=1. Hier entspricht v dem Winkel ψ und e gibt die numerische Exzentrizität an.

Elliptische Koordinaten sind orthogonale Koordinaten, in denen ein Punkt der Ebene durch Angabe der Lage auf konfokalen Ellipsen und Hyperbeln bestimmt wird, siehe Bild.
Elliptische Koordinaten erlauben immer eine Trennung der Veränderlichen in der Laplace- und Helmholtz-Gleichung,:8 was deren Lösung stark vereinfacht. Elliptische Koordinaten bieten sich zur Lösung von Randwertaufgaben dort an, wo die Ränder des Gebiets ellipsen- oder hyperbelförmig sind.
Dreidimensionale elliptische Koordinaten entstehen unter anderem durch Extrusion senkrecht zur Ebene, was #Elliptische Zylinderkoordinaten ergibt, oder Rotation um die horizontale oder vertikale Achse im Bild.
Durch die Transformation auf elliptische Koordinaten kann die Schrödinger-Gleichung für das H2+-Molekül in Born-Oppenheimer-Näherung separiert und für spezielle Formen der potentiellen Energie auch gelöst werden.:512f

## Elliptische Koordinaten in der Ebene
Üblicherweise wählt man die zwei Brennpunkte an den Stellen {\displaystyle -c} und {\displaystyle +c} auf der {\displaystyle x}-Achse eines kartesischen Koordinatensystems. Der Punkt mit den elliptischen Koordinaten {\displaystyle u,\psi \in \mathbb {R} ^{\geq 0},\psi <2\pi }:17 hat dann die kartesischen Koordinaten
{\displaystyle {\begin{pmatrix}x\\y\end{pmatrix}}={\begin{pmatrix}c\cdot \cosh u\cdot \cos \psi \\c\cdot \sinh u\cdot \sin \psi \end{pmatrix}},\quad {\begin{pmatrix}u\\\psi \end{pmatrix}}={\begin{pmatrix}{\rm {acosh}}\left({\frac {w_{2}}{\sqrt {c}}}\right)\\{\rm {atan2}}(y\,w_{2},x\,w_{1})\end{pmatrix}}}
mit
| • sin, cos:              | Sinus und Cosinus                                                                                        |
| • sinh, cosh:            | Sinus hyperbolicus und Kosinus hyperbolicus                                                              |
| • acosh:                 | Areakosinus hyperbolicus,                                                                                |
| • atan2:                 | eine Umkehrfunktion des Tangens                                                                          |
| • {\displaystyle w_{1}}: | {\displaystyle ={\sqrt {m_{1}+{\sqrt {m_{1}^{2}+y^{2}}}}},\;m_{1}:={\frac {x^{2}+y^{2}-c^{2}}{2c}}}, und |
| • {\displaystyle w_{2}}: | {\displaystyle ={\sqrt {m_{2}+{\sqrt {m_{2}^{2}-x^{2}}}}},\;m_{2}:={\frac {x^{2}+y^{2}+c^{2}}{2c}}}      |

Alternative inverse Transformationen von kartesischen zu elliptischen Koordinaten werden mit Fallunterscheidungen im unten zitierten Lehrbuch Explicit Equations to Transform from Cartesian to Elliptic Coordinates angegeben. Ohne Herleitung bleibt fraglich, welche dieser Transformationen korrekt ist.
Fasst man die Ebene als komplexe Ebene auf mit imaginärer Einheit i2=-1, so gilt
{\displaystyle x+{\rm {i}}y=c\cdot \cosh(u+{\rm {i}}\psi ).}
Der Kosinus hyperbolicus ist eine Holomorphe Funktion, was die Orthogonalität der elliptischen Koordinaten in der Ebene begründet.

### Koordinatenlinien
Die Kurven in der xy-Ebene, auf denen u konstant ist (was die Niveaulinien von u in der xy-Ebene sind,) bilden die Ellipsen:17
{\displaystyle {\frac {x^{2}}{(c\cosh u)^{2}}}+{\frac {y^{2}}{(c\sinh u)^{2}}}=1}
Die Niveaulinien von ψ sind die konfokalen Hyperbeln
{\displaystyle {\frac {x^{2}}{(c\cos \psi )^{2}}}-{\frac {y^{2}}{(c\sin \psi )^{2}}}=1}
die nur in Vielfachen von π⁄2 bzw. 90°, wie in Polarkoordinaten radiale Geraden sind: Für {\displaystyle u=0} ist die ψ-Koordinatenlinie zur Verbindungsstrecke der beiden Brennpunkte entartet. Für {\displaystyle \psi =0} ist die {\displaystyle u}-Koordinatenlinie zur Halbgeraden {\displaystyle \left[c,\infty \right[} auf der {\displaystyle x}-Achse entartet, für {\displaystyle \psi =\pi } zur dazu spiegelsymmetrischen Halbgerade auf der negativen {\displaystyle x}-Achse. Für {\displaystyle \psi ={\tfrac {\pi }{2}}} und {\displaystyle \psi ={\tfrac {3\pi }{2}}} ist die {\displaystyle u}-Koordinatenlinie die positive bzw. die negative {\displaystyle y}-Achse.
Alle Ellipsen und Hyperbeln haben die gleiche lineare Exzentrizität {\displaystyle e=c}. Die Ellipsen, auf denen {\displaystyle u} konstant ist, haben die große Halbachse {\displaystyle a=c\cosh u}, die kleine Halbachse {\displaystyle b=c\sinh u} und numerische Exzentrizität {\displaystyle \varepsilon ={\tfrac {1}{\cosh u}}}. Die Hyperbeln, auf denen {\displaystyle \psi } konstant ist, haben die waagerechte Halbachse {\displaystyle a=c\cos \psi }, die senkrechte Halbachse {\displaystyle b=c\sin \psi } und numerische Exzentrizität {\displaystyle \varepsilon ={\tfrac {1}{\cos \psi }}}.
Die Darstellung in dieser Koordinatenform ist nur möglich, weil Kosinus hyperbolicus und Sinus hyperbolicus bzw. Kosinus und Sinus die Beziehungen zwischen großer und kleiner Halbachse ({\displaystyle a^{2}=e^{2}+b^{2}}) bei Ellipsen bzw. reeller und imaginärer Halbachse bei Hyperbeln ({\displaystyle a^{2}=e^{2}-b^{2}}) trivial erfüllen.

### Metrische Faktoren, Weg- und Flächenelemente in der Ebene
Die kovarianten Basisvektoren sind
{\displaystyle {\vec {g}}_{u}={\frac {\partial }{\partial u}}{\begin{pmatrix}x\\y\end{pmatrix}}=c{\begin{pmatrix}\sinh(u)\cos(\psi )\\\cosh(u)\sin(\psi )\end{pmatrix}},\quad {\vec {g}}_{\psi }={\frac {\partial }{\partial \psi }}{\begin{pmatrix}x\\y\end{pmatrix}}=c{\begin{pmatrix}-\cosh(u)\sin(\psi )\\\sinh(u)\cos(\psi )\end{pmatrix}}}
die, wie es sein muss, senkrecht zueinander sind, und deren Beträge die metrischen Faktoren sind::18
{\displaystyle h_{u}:=|{\vec {g}}_{u}|=c{\sqrt {\cosh(u)^{2}-\cos(\psi )^{2}}},\quad h_{\psi }:=|{\vec {g}}_{\psi }|=h_{u}:=h}
Das elliptische Orthonormalsystem ist dementsprechend
{\displaystyle {\hat {c}}_{u}={\frac {c}{h}}{\begin{pmatrix}\sinh(u)\cos(\psi )\\\cosh(u)\sin(\psi )\end{pmatrix}},\quad {\hat {c}}_{\psi }={\frac {c}{h}}{\begin{pmatrix}-\cosh(u)\sin(\psi )\\\sinh(u)\cos(\psi )\end{pmatrix}}}
Das Linien- und Flächenelement ergibt sich zu:18
{\displaystyle {\begin{aligned}{\rm {d}}{\vec {r}}=&{\vec {g}}_{u}{\rm {d}}u+{\vec {g}}_{\psi }{\rm {d}}\psi \\{\rm {d}}s^{2}:=&|{\rm {d}}{\vec {r}}|^{2}=c^{2}(\cosh(u)^{2}-\cos(\psi )^{2})({\rm {d}}u^{2}+{\rm {d}}\psi ^{2})\\{\rm {d}}A:=&c^{2}(\cosh(u)^{2}-\cos(\psi )^{2}){\rm {d}}u\,{\rm {d}}\psi \end{aligned}}}

### Operatoren in der Ebene
Die üblichen Differentialoperatoren führt die Tabelle auf:18 {\displaystyle (h=c{\sqrt {\cosh(u)^{2}-\cos(\psi )^{2}}},{\vec {v}}=v_{u}{\hat {c}}_{u}+v_{\psi }{\hat {c}}_{\psi })}
| Gradient:         | {\displaystyle {\rm {grad}}\,f={\frac {1}{h}}\left({\hat {c}}_{u}{\frac {\partial f}{\partial u}}+{\hat {c}}_{\psi }{\frac {\partial f}{\partial \psi }}\right)} |
| Divergenz:        | {\displaystyle {\rm {div}}\,{\vec {v}}={\frac {1}{h^{2}}}\left({\frac {\partial (hv_{u})}{\partial u}}+{\frac {\partial (hv_{\psi })}{\partial \psi }}\right)}   |
| Rotation:         | {\displaystyle {\rm {rot}}\,{\vec {v}}={\frac {1}{h^{2}}}\left({\frac {\partial (hv_{\psi })}{\partial u}}-{\frac {\partial (hv_{u})}{\partial \psi }}\right)}   |
| Laplace-Operator: | {\displaystyle \Delta f={\frac {1}{h^{2}}}\left({\frac {\partial ^{2}f}{\partial u^{2}}}+{\frac {\partial ^{2}f}{\partial \psi ^{2}}}\right)}                    |

### Lösung der Laplace- und Helmholtz-Gleichung in der Ebene
Die besondere Form des Laplace-Operators erlaubt eine Lösung der Helmholtz-Gleichung durch multiplikative Trennung der Veränderlichen gemäß dem Separationsansatz:20
{\displaystyle \phi (u,\psi )=U(u)\cdot \Psi (\psi )}
Mit obigem Laplace-Operator entsteht die Helmholtz-Gleichung:
{\displaystyle \Delta \phi (u,\psi )={\frac {1}{c^{2}[\cosh(u)^{2}-\cos(\psi )^{2}]}}\left({\frac {{\rm {d}}^{2}U}{{\rm {d}}u^{2}}}\Psi +U{\frac {{\rm {d}}^{2}\Psi }{{\rm {d}}\psi ^{2}}}\right)=\lambda \cdot U\cdot \Psi }
Multiplikation beider Seiten mit {\displaystyle {\tfrac {c^{2}[\cosh(u)^{2}-\cos(\psi )^{2}]}{U\cdot \Psi }}} liefert umgestellt
{\displaystyle \lambda c^{2}\cosh(u)^{2}-{\frac {\frac {{\rm {d}}^{2}U}{{\rm {d}}u^{2}}}{U}}=\lambda c^{2}\cos(\psi )^{2}+{\frac {\frac {{\rm {d}}^{2}\Psi }{{\rm {d}}\psi ^{2}}}{\Psi }}}
Weil die linke Seite nur von u und die rechte nur von ψ abhängt, stehen auf beiden Seiten Konstanten:
{\displaystyle {\begin{aligned}\lambda c^{2}\cosh(u)^{2}-{\frac {\frac {{\rm {d}}^{2}U}{{\rm {d}}u^{2}}}{U}}=\kappa ^{2}\rightarrow {\frac {{\rm {d}}^{2}U}{{\rm {d}}u^{2}}}+[\kappa ^{2}-\lambda c^{2}\cosh(u)^{2}]U=0\\\lambda c^{2}\cos(\psi )^{2}+{\frac {\frac {{\rm {d}}^{2}\Psi }{{\rm {d}}\psi ^{2}}}{\Psi }}=\kappa ^{2}\rightarrow {\frac {{\rm {d}}^{2}\Psi }{{\rm {d}}\psi ^{2}}}-[\kappa ^{2}-\lambda c^{2}\cos(\psi )^{2}]\Psi =0\end{aligned}}}
Im Fall der Laplace-Gleichung ist λ=0 und die Lösungsfunktion kann mit dem Sinus und Cosinus sowie dem Sinus hyperbolicus und Kosinus hyperbolicus ausgedrückt werden:
{\displaystyle \phi (u,\psi )=[A\sin(\kappa u)+B\cos(\kappa u)][C\sinh(\kappa \psi )+D\cosh(\kappa \psi )]}
Die Konstanten A, B, C, D und κ dienen der Anpassung an Randbedingungen. Wenn die Separationskonstante κ2 mit negativem Vorzeichen angesetzt wird, vertauschen sich in der Lösungsfunktion die Winkelfunktionen durch die Hyperbelfunktionen und umgekehrt.

## Elliptische Zylinderkoordinaten

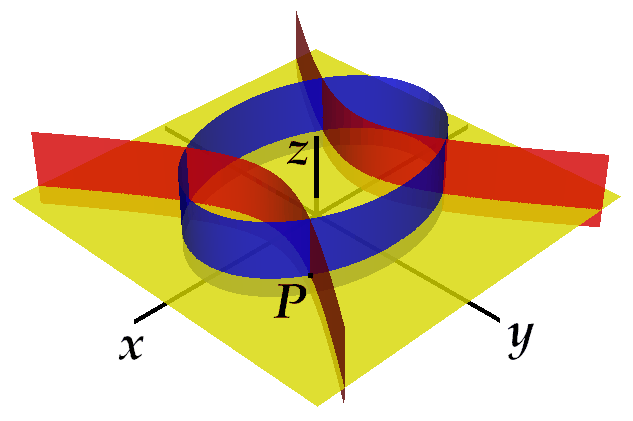
Koordinatenflächen der elliptischen Zylinderkoordinaten bei c=50. Der blaue elliptische Zylinder entspricht u=0,9, der rote hyperbolische Zylinder ψ=0,9 und die gelbe Ebene z=10.

Die elliptischen Zylinderkoordinaten entstehen aus den ebenen elliptischen Koordinaten des vorangegangenen Abschnitts durch Extrusion senkrecht zur xy-Ebene in z-Richtung, sodass viele Eigenschaften von dort hierher übertragen werden können.
Die elliptischen Zylinderkoordinaten {\displaystyle u,\psi ,z\in \mathbb {R} ,u\geq 0,0\leq \psi <2\pi } und die kartesischen {\displaystyle (x,y,z)} hängen wie folgt zusammen::17
{\displaystyle {\begin{pmatrix}x\\y\\z\end{pmatrix}}={\begin{pmatrix}c\cdot \cosh u\cdot \cos \psi \\c\cdot \sinh u\cdot \sin \psi \\z\end{pmatrix}},\quad {\begin{pmatrix}u\\\psi \\z\end{pmatrix}}={\begin{pmatrix}{\rm {acosh}}\left({\frac {w_{2}}{\sqrt {c}}}\right)\\{\rm {atan2}}(y\,w_{2},x\,w_{1})\\z\end{pmatrix}}}
Bezeichnungen siehe #Elliptische Koordinaten in der Ebene.

### Metrische Faktoren, Weg- und Flächenelemente in elliptischen Zylinderkoordinaten
Die kovarianten Basisvektoren sind mit {\displaystyle {\vec {r}}=(x,y,z)^{\top }}:
{\displaystyle {\vec {g}}_{u}:={\frac {\partial {\vec {r}}}{\partial u}}=c{\begin{pmatrix}\sinh(u)\cos(\psi )\\\cosh(u)\sin(\psi )\\0\end{pmatrix}},\quad {\vec {g}}_{\psi }:={\frac {\partial {\vec {r}}}{\partial \psi }}=c{\begin{pmatrix}-\cosh(u)\sin(\psi )\\\sinh(u)\cos(\psi )\\0\end{pmatrix}},\quad {\vec {g}}_{z}:={\frac {\partial {\vec {r}}}{\partial z}}={\begin{pmatrix}0\\0\\1\end{pmatrix}}}
die, wie in der Ebene, senkrecht zueinander sind, und in dieser Reihenfolge ein Rechtssystem bilden. Die metrischen Faktoren lauten wie in der xy-Ebene::18
{\displaystyle h_{u}:=|{\vec {g}}_{u}|=c{\sqrt {\cosh(u)^{2}-\cos(\psi )^{2}}},\quad h_{\psi }:=|{\vec {g}}_{\psi }|=h_{u}:=h,\quad h_{z}=1}
Das elliptische Orthonormalsystem ist dementsprechend
{\displaystyle {\hat {c}}_{u}={\frac {c}{h}}{\begin{pmatrix}\sinh(u)\cos(\psi )\\\cosh(u)\sin(\psi )\\0\end{pmatrix}},\quad {\hat {c}}_{\psi }={\frac {c}{h}}{\begin{pmatrix}-\cosh(u)\sin(\psi )\\\sinh(u)\cos(\psi )\\0\end{pmatrix}},\quad {\hat {c}}_{z}={\begin{pmatrix}0\\0\\1\end{pmatrix}}}
Das Linien- und Flächen und Volumenelement ergibt sich zu:18:392
{\displaystyle {\begin{aligned}{\rm {d}}{\vec {r}}=&{\vec {g}}_{u}{\rm {d}}u+{\vec {g}}_{\psi }{\rm {d}}\psi +{\vec {g}}_{z}{\rm {d}}z\\{\rm {d}}s^{2}:=&|{\rm {d}}{\vec {r}}|^{2}=c^{2}(\cosh(u)^{2}-\cos(\psi )^{2})({\rm {d}}u^{2}+{\rm {d}}\psi ^{2})+{\rm {d}}z^{2}\\{\rm {d}}A:=&c^{2}(\cosh(u)^{2}-\cos(\psi )^{2}){\hat {c}}_{z}{\rm {d}}u\,{\rm {d}}\psi +h\,{\rm {d}}z({\hat {c}}_{\psi }{\rm {d}}u+{\hat {c}}_{u}{\rm {d}}\psi )\\{\rm {d}}V:=&c^{3}(\cosh(u)^{2}-\cos(\psi )^{2}){\rm {d}}u\,{\rm {d}}\psi \,{\rm {d}}z\end{aligned}}}

### Operatoren in elliptischen Zylinderkoordinaten
Die üblichen Differentialoperatoren führt die Tabelle auf:18:403ff {\displaystyle (h=c{\sqrt {\cosh(u)^{2}-\cos(\psi )^{2}}},{\vec {v}}=v_{u}{\hat {c}}_{u}+v_{\psi }{\hat {c}}_{\psi }+v_{z}{\hat {c}}_{z})}
| Gradient:         | {\displaystyle {\rm {grad}}\,f={\frac {1}{h}}\left({\hat {c}}_{u}{\frac {\partial f}{\partial u}}+{\hat {c}}_{\psi }{\frac {\partial f}{\partial \psi }}\right)+{\hat {c}}_{z}{\frac {\partial f}{\partial z}}} |
| Divergenz:        | {\displaystyle {\rm {div}}\,{\vec {v}}={\frac {1}{h^{2}}}\left({\frac {\partial (hv_{u})}{\partial u}}+{\frac {\partial (hv_{\psi })}{\partial \psi }}+{\frac {\partial (h^{2}v_{z})}{\partial z}}\right)} |
| Rotation:         | {\displaystyle {\begin{aligned}{\rm {rot}}\,{\vec {v}}=&{\frac {{\hat {c}}_{u}}{h}}\left({\frac {\partial v_{z}}{\partial \psi }}-{\frac {\partial (hv_{\psi })}{\partial z}}\right)+{\frac {{\hat {c}}_{\psi }}{h}}\left({\frac {\partial (hv_{u})}{\partial z}}-{\frac {\partial v_{z}}{\partial u}}\right)\\&+{\frac {{\hat {c}}_{z}}{h^{2}}}\left({\frac {\partial (hv_{\psi })}{\partial u}}-{\frac {\partial (hv_{u})}{\partial \psi }}\right)\end{aligned}}} |
| Laplace-Operator: | {\displaystyle \Delta f={\frac {1}{h^{2}}}\left({\frac {\partial ^{2}f}{\partial u^{2}}}+{\frac {\partial ^{2}f}{\partial \psi ^{2}}}\right)+{\frac {\partial ^{2}f}{\partial z^{2}}}} |

### Lösung der Laplace- und Helmholtz-Gleichung in elliptischen Zylinderkoordinaten
Die besondere Form des Laplace-Operators erlaubt eine Lösung der Helmholtz-Gleichung durch multiplikative Trennung der Veränderlichen gemäß dem Separationsansatz:20
{\displaystyle \phi (u,\psi ,z)=U(u)\cdot \Psi (\psi )\cdot Z(z)}
Mit obigem Laplace-Operator entsteht die Helmholtz-Gleichung:
{\displaystyle \Delta \phi (u,\psi ,z)={\frac {1}{c^{2}[\cosh(u)^{2}-\cos(\psi )^{2}]}}\left({\frac {{\rm {d}}^{2}U}{{\rm {d}}u^{2}}}\Psi Z+U{\frac {{\rm {d}}^{2}\Psi }{{\rm {d}}\psi ^{2}}}Z\right)+U\Psi {\frac {{\rm {d}}^{2}Z}{{\rm {d}}z^{2}}}=\lambda \cdot U\cdot \Psi \cdot Z}
Division durch {\displaystyle \phi =U\cdot \Psi \cdot Z} liefert
{\displaystyle {\frac {1}{c^{2}[\cosh(u)^{2}-\cos(\psi )^{2}]}}\left({\frac {\frac {{\rm {d}}^{2}U}{{\rm {d}}u^{2}}}{U}}+{\frac {\frac {{\rm {d}}^{2}\Psi }{{\rm {d}}\psi ^{2}}}{\Psi }}\right)+{\frac {\frac {{\rm {d}}^{2}Z}{{\rm {d}}z^{2}}}{Z}}=\lambda }
Weil auf der rechten Seite eine Konstante steht und nur letzte Term auf der linken Seite von z abhängt, ist dieser ebenfalls konstant:
{\displaystyle {\frac {\frac {{\rm {d}}^{2}Z}{{\rm {d}}z^{2}}}{Z}}=\eta \;\rightarrow {\frac {{\rm {d}}^{2}Z}{{\rm {d}}z^{2}}}-\eta Z=0}
Für die Gleichung darüber ergibt sich nach Umstellung wie in der Ebene nur mit  λ-η  statt λ
{\displaystyle (\lambda -\eta )c^{2}\cosh(u)^{2}-{\frac {\frac {{\rm {d}}^{2}U}{{\rm {d}}u^{2}}}{U}}=(\lambda -\eta )c^{2}\cos(\psi )^{2}+{\frac {\frac {{\rm {d}}^{2}\Psi }{{\rm {d}}\psi ^{2}}}{\Psi }}=\kappa ^{2}}
Wie in der Ebene führt das auf unabhängige gewöhnliche Differenzialgleichungen::18
{\displaystyle {\begin{aligned}{\frac {{\rm {d}}^{2}U}{{\rm {d}}u^{2}}}+[\kappa ^{2}-(\lambda -\eta )c^{2}\cosh(u)^{2}]U=0\\{\frac {{\rm {d}}^{2}\Psi }{{\rm {d}}\psi ^{2}}}-[\kappa ^{2}-(\lambda -\eta )c^{2}\cos(\psi )^{2}]\Psi =0\\{\frac {{\rm {d}}^{2}Z}{{\rm {d}}z^{2}}}-\eta Z=0\end{aligned}}}

## Sphäroid-Koordinaten

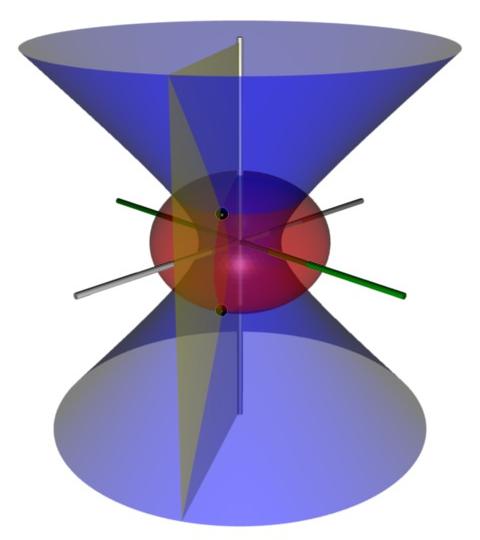
Koordinatenflächen in abgeplatteten Sphäroidkoordinaten.

Sphäroidkoordinaten sind orthogonale Koordinaten, in denen ein Punkt im Raum durch Angabe der Lage auf konfokalen Rotationsellipsoiden (rot im Bild), Rotationshyperboloiden (blau) und einer Halbebene (gelb) bestimmt wird, siehe Bild. Diese Koordinaten gibt es in zwei Varianten:
Gestreckte Sphäroidkoordinaten
Hier wird die Ellipse um ihre große Halbachse rotiert und das Rotationshyperboloid ist zweischalig, siehe unten.
Abgeplattete Sphäroidkoordinaten
Hier wird die Ellipse wie im Bild um ihre kleine Halbachse rotiert und das Rotationshyperboloid ist einschalig.
Beide Formen werden in zwei verschiedenen Parametrisierungen der Rotationsflächen benutzt.
Diese Koordinaten bieten sich zur Lösung von Randwertaufgaben dort an, wo die Ränder des Gebiets Rotationsflächen von Ellipsen oder Hyperbeln sind.

### Gestreckte Sphäroidkoordinaten, Variante 1

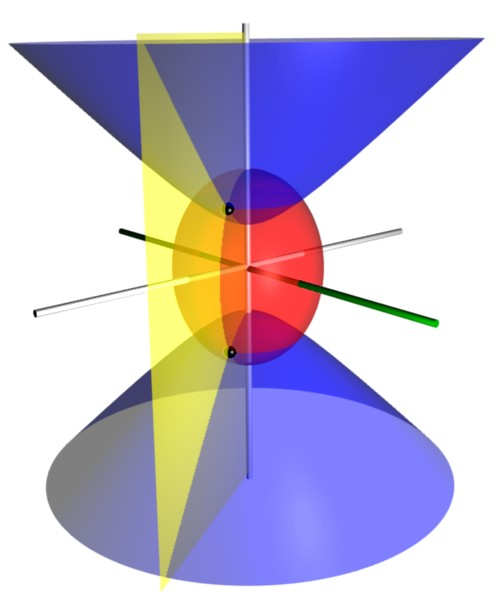
Koordinatenflächen in gestreckten Sphäroidkoordinaten.

Die kartesischen Koordinaten {\displaystyle (x,y,z)} berechnen sich aus den gestreckten Sphäroidkoordinaten  {\displaystyle \eta ,\theta ,\psi \in \mathbb {R} ^{\geq 0},\,\theta \leq \pi ,\,\psi \leq 2\pi } gemäß::28
{\displaystyle {\vec {r}}:={\begin{pmatrix}x\\y\\z\end{pmatrix}}=a{\begin{pmatrix}\sinh(\eta )\sin(\theta )\cos(\psi )\\\sinh(\eta )\sin(\theta )\sin(\psi )\\\cosh(\eta )\cos(\theta )\end{pmatrix}}}

#### Koordinatenflächen in gestreckten Sphäroidkoordinaten, Variante 1
In gestreckten Sphäroidkoordinaten:28 (η,θ,ψ) bestehen die Koordinatenflächen aus einem Ellipsoid (η=const., rot im Bild),
{\displaystyle {\frac {z^{2}}{(a\cosh \eta )^{2}}}+{\frac {x^{2}+y^{2}}{(a\sinh \eta )^{2}}}=1}
einem zweischaligen Rotationshyperboloid (θ=const., blau)
{\displaystyle {\frac {z^{2}}{(a\cos \theta )^{2}}}-{\frac {x^{2}+y^{2}}{(a\sin \theta )^{2}}}=1}
und einer Halbebene (ψ=const., gelb) mit
{\displaystyle y=x\tan \psi }
Hieraus ergibt sich andererseits
{\displaystyle {\begin{aligned}\cosh(\eta )^{2}=&{\frac {x^{2}+y^{2}+z^{2}+a^{2}+{\sqrt {(x^{2}+y^{2}+z^{2}+a^{2})^{2}-4a^{2}z^{2}}}}{2a^{2}}}\\\cos(\theta )^{2}=&{\frac {x^{2}+y^{2}+z^{2}+a^{2}-{\sqrt {(x^{2}+y^{2}+z^{2}+a^{2})^{2}-4a^{2}z^{2}}}}{2a^{2}}}\\\tan(\psi )=&{\frac {y}{x}}\end{aligned}}}

#### Metrische Faktoren, Weg- und Flächen- und Volumenelemente in gestreckten Sphäroidkoordinaten, Variante 1
Die kovarianten Basisvektoren sind mit {\displaystyle {\vec {r}}=(x,y,z)^{\top }}:
{\displaystyle {\vec {g}}_{\eta }:={\frac {\partial {\vec {r}}}{\partial \eta }}={\begin{pmatrix}x\coth(\eta )\\y\coth(\eta )\\z\tanh(\eta )\end{pmatrix}},\;{\vec {g}}_{\theta }:={\frac {\partial {\vec {r}}}{\partial \theta }}={\begin{pmatrix}x\cot(\theta )\\y\cot(\theta )\\-z\tan(\theta )\end{pmatrix}},\;{\vec {g}}_{\psi }:={\frac {\partial {\vec {r}}}{\partial \psi }}={\begin{pmatrix}-y\\x\\0\end{pmatrix}}}
worin cot und coth die Kehrwerte des Tangens bzw.  Tangens Hyperbolikus sind. Die Basisvektoren sind senkrecht zueinander und bilden in dieser Reihenfolge im gesamten Wertebereich ein Rechtssystem. Die metrischen Faktoren sind die Beträge der kovarianten Basisvektoren und lauten::28
{\displaystyle h:=h_{\eta }=h_{\theta }=a{\sqrt {\sinh(\eta )^{2}+\sin(\theta )^{2}}},\,h_{\psi }=a\sinh(\eta )\sin(\theta )}
Das gestreckt sphäroidische Orthonormalsystem ist dementsprechend
{\displaystyle {\begin{aligned}{\hat {c}}_{\eta }={\frac {1}{h}}{\begin{pmatrix}x\coth(\eta )\\y\coth(\eta )\\z\tanh(\eta )\end{pmatrix}},\;{\hat {c}}_{\theta }={\frac {1}{h}}{\begin{pmatrix}x\cot(\theta )\\y\cot(\theta )\\-z\tan(\theta )\end{pmatrix}},\;{\hat {c}}_{\psi }={\begin{pmatrix}-\sin(\psi )\\\cos(\psi )\\0\end{pmatrix}}\end{aligned}}}
Das Linien-, Flächen- und Volumenelement ergibt sich zu:28
{\displaystyle {\begin{aligned}{\rm {d}}{\vec {r}}=&{\vec {g}}_{\eta }{\rm {d}}\eta +{\vec {g}}_{\theta }{\rm {d}}\theta +{\vec {g}}_{\psi }{\rm {d}}\psi \\{\rm {d}}s^{2}:=&|{\rm {d}}{\vec {r}}|^{2}=a^{2}[\sinh(\eta )^{2}+\sin(\theta )^{2}]\,({\rm {d}}\eta ^{2}+{\rm {d}}\theta ^{2})+a^{2}\sinh(\eta )^{2}\sin(\theta )^{2}\,{\rm {d}}\psi ^{2}\\{\rm {d}}A=&a^{2}\left\{[\sinh(\eta )^{2}+\sin(\theta )^{2}]{\hat {c}}_{\psi }\,{\rm {d}}\eta \,{\rm {d}}\theta +{\sqrt {\sinh(\eta )^{2}+\sin(\theta )^{2}}}\sinh(\eta )\sin(\theta )({\hat {c}}_{\eta }\,{\rm {d}}\theta +{\hat {c}}_{\theta }\,{\rm {d}}\eta )\,{\rm {d}}\psi \right\}\\{\rm {d}}V=&a^{3}[\sinh(\eta )^{2}+\sin(\theta )^{2}]\sinh(\eta )\sin(\theta )\,{\rm {d}}\eta \,{\rm {d}}\theta \,{\rm {d}}\psi \end{aligned}}}

#### Differentialoperatoren in gestreckten Sphäroidkoordinaten, Variante 1
Wegen der länglichen Ausdrücke für die metrischen Faktoren wird auf die allgemeine Darstellung der Operatoren Gradient, Divergenz und Rotation eines Vektorfeldes im Hauptartikel verwiesen.
Der Laplace-Operator ist::29
{\displaystyle {\begin{aligned}\Delta f=&{\frac {1}{a^{2}[\sin(\theta )^{2}+\sinh(\eta )^{2}]}}\left({\frac {\partial ^{2}f}{\partial \eta ^{2}}}+\coth(\eta ){\frac {\partial f}{\partial \eta }}+{\frac {\partial ^{2}f}{\partial \theta ^{2}}}+\cot(\theta ){\frac {\partial f}{\partial \theta }}\right)+\dots \\&\dots +{\frac {1}{a^{2}\sinh(\eta )^{2}\sin(\theta )^{2}}}{\frac {\partial ^{2}f}{\partial \psi ^{2}}}\end{aligned}}}
worin cot und coth die Kehrwerte des Tangens bzw.  Tangens Hyperbolikus sind.

#### Lösung der Laplace- und Helmholtz-Gleichung in gestreckten Sphäroidkoordinaten, Variante 1
In Ellipsoid-Koordinaten gelingt immer eine Trennung der Variablen in der Laplace- und Helmholtz-Gleichung. Mit dem Separationsansatz {\displaystyle \phi (\eta ,\theta ,\psi )=H(\eta )\cdot \Theta (\theta )\cdot \Psi (\psi )} lautet die Helmholtz-Gleichung {\displaystyle \Delta \phi +\kappa ^{2}\phi =0}:
{\displaystyle {\begin{aligned}{\frac {1}{a^{2}[\sin(\theta )^{2}+\sinh(\eta )^{2}]}}\left({\frac {\partial ^{2}H}{\partial \eta ^{2}}}\Theta \Psi +\coth(\eta ){\frac {\partial H}{\partial \eta }}\Theta \Psi +H{\frac {\partial ^{2}\Theta }{\partial \theta ^{2}}}\Psi +\cot(\theta )H{\frac {\partial \Theta }{\partial \theta }}\Psi \right)+\dots &\\\dots +{\frac {1}{a^{2}\sinh(\eta )^{2}\sin(\theta )^{2}}}H\Theta {\frac {\partial ^{2}\Psi }{\partial \psi ^{2}}}+\kappa ^{2}H\Theta \Psi &=0\end{aligned}}}
Die drei Faktoren in der separierten Lösungsfunktion bestimmen sich aus den unabhängigen gewöhnlichen Differenzialgleichungen:30
{\displaystyle {\begin{aligned}{\frac {\partial ^{2}H}{\partial \eta ^{2}}}+\coth(\eta ){\frac {\partial H}{\partial \eta }}+\left(\kappa ^{2}a^{2}\sinh ^{2}\eta -\alpha _{2}-{\frac {\alpha _{3}}{\sinh ^{2}\eta }}\right)H=&0\\{\frac {\partial ^{2}\Theta }{\partial \theta ^{2}}}+\cot(\theta ){\frac {\partial \Theta }{\partial \theta }}+\left(\kappa ^{2}a^{2}\sin ^{2}\theta +\alpha _{2}-{\frac {\alpha _{3}}{\sin ^{2}\theta }}\right)\Theta =&0\\{\frac {\partial ^{2}\Psi }{\partial \psi ^{2}}}+\alpha _{3}\Psi =&0\end{aligned}}}
und den Randbedingungen. Bei der Laplace-Gleichung ist {\displaystyle \kappa =0}.
Denn Multiplikation der Helmholtz-Gleichung mit {\displaystyle {\tfrac {a^{2}\sinh(\eta )^{2}\sin(\theta )^{2}}{H\Theta \Psi }}} liefert:
{\displaystyle {\begin{aligned}{\frac {\sinh(\eta )^{2}\sin(\theta )^{2}}{\sin(\theta )^{2}+\sinh(\eta )^{2}}}\left({\frac {\frac {\partial ^{2}H}{\partial \eta ^{2}}}{H}}+\coth(\eta ){\frac {\frac {\partial H}{\partial \eta }}{H}}+{\frac {\frac {\partial ^{2}\Theta }{\partial \theta ^{2}}}{\Theta }}+\cot(\theta ){\frac {\frac {\partial \Theta }{\partial \theta }}{\Theta }}\right)+\dots &\\\dots +\kappa ^{2}a^{2}\sinh(\eta )^{2}\sin(\theta )^{2}+{\frac {\frac {\partial ^{2}\Psi }{\partial \psi ^{2}}}{\Psi }}&=0\end{aligned}}}
Weil auf der rechten Seite eine Konstante (null) steht und nur der letzte Term auf der linken Seite von ψ abhängt, ist letzterer ebenfalls konstant:
{\displaystyle {\frac {\frac {\partial ^{2}\Psi }{\partial \psi ^{2}}}{\Psi }}=-\alpha _{3}}
Einsetzen dieser Konstanten erlaubt auch η und θ zu trennen:
{\displaystyle {\begin{aligned}&-\left[{\frac {\frac {\partial ^{2}\Theta }{\partial \theta ^{2}}}{\Theta }}+\cot(\theta ){\frac {\frac {\partial \Theta }{\partial \theta }}{\Theta }}+\kappa ^{2}a^{2}\sin(\theta )^{2}-{\frac {\alpha _{3}}{\sin(\theta )^{2}}}\right]=\dots \\&\qquad \qquad \qquad \dots ={\frac {\frac {\partial ^{2}H}{\partial \eta ^{2}}}{H}}+\coth(\eta ){\frac {\frac {\partial H}{\partial \eta }}{H}}+\kappa ^{2}a^{2}\sinh(\eta )^{2}-{\frac {\alpha _{3}}{\sinh(\eta )^{2}}}\end{aligned}}}
Weil die linke Seite nur von θ abhängt und die rechte Seite nur von η, sind beide Seiten gleich einer Konstanten α2. So entstehen die oben angegebene Differenzialgleichungen:30 Ein gleichbedeutendes Ergebnis wird mit dem im Hauptartikel beschriebenen Verfahren und der Stäckel-Matrix
{\displaystyle \mathbf {S} ={\begin{pmatrix}a^{2}\sinh(\eta )^{2}&-1&{\frac {-1}{\sinh(\eta )^{2}}}\\a^{2}\sin(\theta )^{2}&1&{\frac {-1}{\sin(\theta )^{2}}}\\0&0&1\end{pmatrix}}}
erzielt.

### Gestreckte Sphäroidkoordinaten, Variante 2
Die gestreckten Sphäroidkoordinaten der Variante 2 benutzen nicht die Variablen η,θ,ψ der ersten Variante, sondern deren Funktionswerte::661
{\displaystyle \xi _{1}=a\cosh(\eta ),\;\xi _{2}=\cos(\theta ),\;\xi _{3}=\cos(\psi )}
Die kartesischen Koordinaten {\displaystyle (x,y,z)} berechnen sich aus den gestreckten Sphäroidkoordinaten {\displaystyle \xi _{1,2,3}\in \mathbb {R} ,\,\xi _{1}\geq 0,-1\leq \xi _{2,3}\leq 1} gemäß:
{\displaystyle {\vec {r}}:={\begin{pmatrix}x\\y\\z\end{pmatrix}}={\begin{pmatrix}\xi _{3}{\sqrt {(\xi _{1}^{2}-a^{2})(1-\xi _{2}^{2})}}\\{\sqrt {(\xi _{1}^{2}-a^{2})(1-\xi _{2}^{2})(1-\xi _{3}^{2})}}\\\xi _{1}\xi _{2}\end{pmatrix}}}

#### Koordinatenflächen in gestreckten Sphäroidkoordinaten, Variante 2

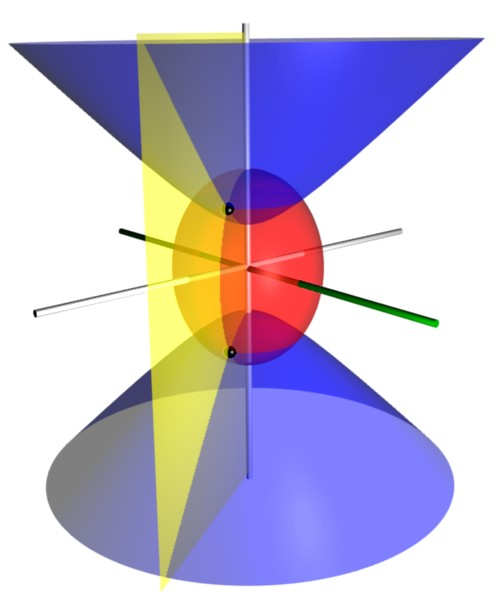
Koordinatenflächen in gestreckten Sphäroidkoordinaten.

In der Variante 2 ist auf dem Ellipsoid (ξ1=const.,rot)
{\displaystyle {\frac {z^{2}}{\xi _{1}^{2}}}+{\frac {x^{2}+y^{2}}{\xi _{1}^{2}-a^{2}}}=1}
auf dem zweischaligen Rotationshyperboloid (ξ2=const., blau)
{\displaystyle {\frac {z^{2}}{a^{2}\xi _{2}^{2}}}-{\frac {x^{2}+y^{2}}{a^{2}(1-\xi _{2}^{2})}}=1}
und in der Halbebene (ξ3=const., gelb)
{\displaystyle \xi _{3}{\sqrt {1+\left({\frac {x}{y}}\right)^{2}}}-{\frac {x}{y}}=0}
Hieraus ergibt sich andererseits
{\displaystyle {\begin{aligned}\xi _{1}^{2}=&{\frac {x^{2}+y^{2}+z^{2}+a^{2}+{\sqrt {(x^{2}+y^{2}+z^{2}+a^{2})^{2}-4a^{2}z^{2}}}}{2}}\\\xi _{2}^{2}=&{\frac {x^{2}+y^{2}+z^{2}+a^{2}-{\sqrt {(x^{2}+y^{2}+z^{2}+a^{2})^{2}-4a^{2}z^{2}}}}{2a^{2}}}\\\xi _{3}^{2}=&{\frac {x^{2}}{x^{2}+y^{2}}}\end{aligned}}}

#### Metrische Faktoren, Weg- und Flächen- und Volumenelemente in gestreckten Sphäroidkoordinaten, Variante 2
Die kovarianten Basisvektoren sind mit {\displaystyle {\vec {r}}=(x,y,z)^{\top }}:
{\displaystyle {\vec {g}}_{1}:={\frac {\partial {\vec {r}}}{\partial \xi _{1}}}={\begin{pmatrix}{\frac {\xi _{1}x}{\xi _{1}^{2}-a^{2}}}\\{\frac {\xi _{1}y}{\xi _{1}^{2}-a^{2}}}\\{\frac {z}{\xi _{1}}}\end{pmatrix}},\;{\vec {g}}_{2}:={\frac {\partial {\vec {r}}}{\partial \xi _{2}}}={\begin{pmatrix}-{\frac {\xi _{2}x}{1-\xi _{2}^{2}}}\\-{\frac {\xi _{2}y}{1-\xi _{2}^{2}}}\\{\frac {z}{\xi _{2}}}\end{pmatrix}},\;{\vec {g}}_{3}:={\frac {\partial {\vec {r}}}{\partial \xi _{3}}}={\begin{pmatrix}{\frac {x}{\xi _{3}}}\\-{\frac {\xi _{3}y}{1-\xi _{3}^{2}}}\\0\end{pmatrix}}}
Die Basisvektoren sind senkrecht zueinander und bilden in dieser Reihenfolge ein Rechtssystem. Die metrischen Faktoren sind die Beträge der kovarianten Basisvektoren und lauten:
{\displaystyle h_{1}={\sqrt {\frac {\xi _{1}^{2}-a^{2}\xi _{2}^{2}}{\xi _{1}^{2}-a^{2}}}},\;h_{2}={\sqrt {\frac {\xi _{1}^{2}-a^{2}\xi _{2}^{2}}{1-\xi _{2}^{2}}}},\;h_{3}={\sqrt {\frac {(\xi _{1}^{2}-a^{2})(1-\xi _{2}^{2})}{1-\xi _{3}^{2}}}}}
Das gestreckt sphäroidische Orthonormalsystem schreibt sich in dieser Formulierung
{\displaystyle {\begin{aligned}{\hat {c}}_{1}=&{\frac {1}{\sqrt {\xi _{1}^{2}-a^{2}\xi _{2}^{2}}}}{\begin{pmatrix}\xi _{1}\xi _{3}{\sqrt {1-\xi _{2}^{2}}}\\\xi _{1}{\sqrt {(1-\xi _{2}^{2})(1-\xi _{3}^{2})}}\\\xi _{2}{\sqrt {\xi _{1}^{2}-a^{2}}}\end{pmatrix}}\\{\hat {c}}_{2}=&{\frac {1}{\sqrt {\xi _{1}^{2}-a^{2}\xi _{2}^{2}}}}{\begin{pmatrix}-\xi _{2}\xi _{3}{\sqrt {\xi _{1}^{2}-a^{2}}}\\-\xi _{2}{\sqrt {(\xi _{1}^{2}-a^{2})(1-\xi _{3}^{2})}}\\\xi _{1}{\sqrt {1-\xi _{2}^{2}}}\end{pmatrix}},\;{\hat {c}}_{3}={\begin{pmatrix}{\sqrt {1-\xi _{3}^{2}}}\\-\xi _{3}\\0\end{pmatrix}}\end{aligned}}}
Das Linien- und Volumenelement ergibt sich zu
{\displaystyle {\begin{aligned}{\rm {d}}{\vec {r}}=&{\vec {g}}_{1}{\rm {d}}\xi _{1}+{\vec {g}}_{2}{\rm {d}}\xi _{2}+{\vec {g}}_{3}{\rm {d}}\xi _{3}\\{\rm {d}}s^{2}:=&|{\rm {d}}{\vec {r}}|^{2}={\frac {\xi _{1}^{2}-a^{2}\xi _{2}^{2}}{\xi _{1}^{2}-a^{2}}}\,{\rm {d}}\xi _{1}^{2}+{\frac {\xi _{1}^{2}-a^{2}\xi _{2}^{2}}{1-\xi _{2}^{2}}}\,{\rm {d}}\xi _{2}^{2}+{\frac {(\xi _{1}^{2}-a^{2})(1-\xi _{2}^{2})}{1-\xi _{3}^{2}}}\,{\rm {d}}\xi _{3}^{2}\\{\rm {d}}V=&{\frac {\xi _{1}^{2}-a^{2}\xi _{2}^{2}}{\sqrt {1-\xi _{3}^{2}}}}\,{\rm {d}}\xi _{1}\,{\rm {d}}\xi _{2}\,{\rm {d}}\xi _{3}\end{aligned}}}

#### Differentialoperatoren in gestreckten Sphäroidkoordinaten, Variante 2
Wegen der länglichen Ausdrücke für die metrischen Faktoren wird auf die allgemeine Darstellung der Operatoren Gradient, Divergenz und Rotation eines Vektorfeldes im Hauptartikel verwiesen.
Der Laplace-Operator ist:
{\displaystyle \Delta f={\frac {(\xi _{1}^{2}-a^{2}){\frac {\partial ^{2}f}{\partial \xi _{1}^{2}}}+2\xi _{1}{\frac {\partial f}{\partial \xi _{1}}}+(1-\xi _{2}^{2}){\frac {\partial ^{2}f}{\partial \xi _{2}^{2}}}-2\xi _{2}{\frac {\partial f}{\partial \xi _{2}}}}{\xi _{1}^{2}-a^{2}\xi _{2}^{2}}}+{\frac {(1-\xi _{3}^{2}){\frac {\partial ^{2}f}{\partial \xi _{3}^{2}}}-\xi _{3}{\frac {\partial f}{\partial \xi _{3}}}}{(\xi _{1}^{2}-a^{2})(1-\xi _{2}^{2})}}}

#### Lösung der Laplace- und Helmholtz-Gleichung in gestreckten Sphäroidkoordinaten, Variante 2
In Ellipsoid-Koordinaten gelingt immer eine Trennung der Variablen in der Laplace- und Helmholtz-Gleichung. Mit dem Separationsansatz {\displaystyle \phi (\xi _{1},\xi _{2},\xi _{3})=X(\xi _{1})\cdot Y(\xi _{2})\cdot Z(\xi _{3})} lautet die Helmholtz-Gleichung {\displaystyle \Delta \phi +\kappa ^{2}\phi =0}:
{\displaystyle {\begin{aligned}{\frac {(\xi _{1}^{2}-a^{2}){\frac {\partial ^{2}\phi }{\partial \xi _{1}^{2}}}+2\xi _{1}{\frac {\partial \phi }{\partial \xi _{1}}}+(1-\xi _{2}^{2}){\frac {\partial ^{2}\phi }{\partial \xi _{2}^{2}}}-2\xi _{2}{\frac {\partial \phi }{\partial \xi _{2}}}}{\xi _{1}^{2}-a^{2}\xi _{2}^{2}}}+{\frac {(1-\xi _{3}^{2}){\frac {\partial ^{2}\phi }{\partial \xi _{3}^{2}}}-\xi _{3}{\frac {\partial \phi }{\partial \xi _{3}}}}{(\xi _{1}^{2}-a^{2})(1-\xi _{2}^{2})}}+\kappa ^{2}\phi &=\\{\frac {(\xi _{1}^{2}-a^{2}){\frac {\partial ^{2}X}{\partial \xi _{1}^{2}}}YZ+2\xi _{1}{\frac {\partial X}{\partial \xi _{1}}}YZ+(1-\xi _{2}^{2})X{\frac {\partial ^{2}Y}{\partial \xi _{2}^{2}}}Z-2\xi _{2}X{\frac {\partial Y}{\partial \xi _{2}}}Z}{\xi _{1}^{2}-a^{2}\xi _{2}^{2}}}+\dots \qquad &\\\dots +{\frac {(1-\xi _{3}^{2})XY{\frac {\partial ^{2}Z}{\partial \xi _{3}^{2}}}-\xi _{3}XY{\frac {\partial Z}{\partial \xi _{3}}}}{(\xi _{1}^{2}-a^{2})(1-\xi _{2}^{2})}}+\kappa ^{2}XYZ&=0\end{aligned}}}
Die drei Faktoren in der separierten Lösungsfunktion bestimmen sich aus den unabhängigen gewöhnlichen Differenzialgleichungen
{\displaystyle {\begin{aligned}2\xi _{1}{\frac {\partial X}{\partial \xi _{1}}}+(\xi _{1}^{2}-a^{2}){\frac {\partial ^{2}X}{\partial \xi _{1}^{2}}}+\left(\kappa ^{2}\xi _{1}^{2}-\alpha _{2}+{\frac {\alpha _{3}a^{2}}{\xi _{1}^{2}-a^{2}}}\right)X=&0\\2\xi _{2}{\frac {\partial Y}{\partial \xi _{2}}}-(1-\xi _{2}^{2}){\frac {\partial ^{2}Y}{\partial \xi _{2}^{2}}}+\left(\kappa ^{2}a^{2}\xi _{2}^{2}-\alpha _{2}-{\frac {\alpha _{3}}{1-\xi _{2}^{2}}}\right)Y=&0\\(1-\xi _{3}^{2}){\frac {\partial ^{2}Z}{\partial \xi _{3}^{2}}}-\xi _{3}{\frac {\partial Z}{\partial \xi _{3}}}-\alpha _{3}Z=&0\end{aligned}}}
und den Randbedingungen. Bei der Laplace-Gleichung ist {\displaystyle \kappa =0}.
Denn Multiplikation der Helmholtz-Gleichung mit {\displaystyle {\tfrac {(\xi _{1}^{2}-a^{2})(1-\xi _{2}^{2})}{XYZ}}} liefert:
{\displaystyle {\begin{aligned}{\frac {(\xi _{1}^{2}-a^{2})(1-\xi _{2}^{2})}{\xi _{1}^{2}-a^{2}\xi _{2}^{2}}}\left[(\xi _{1}^{2}-a^{2}){\frac {\frac {\partial ^{2}X}{\partial \xi _{1}^{2}}}{X}}+2\xi _{1}{\frac {\frac {\partial X}{\partial \xi _{1}}}{X}}+(1-\xi _{2}^{2}){\frac {\frac {\partial ^{2}Y}{\partial \xi _{2}^{2}}}{Y}}-2\xi _{2}{\frac {\frac {\partial Y}{\partial \xi _{2}}}{Y}}\right]+\dots &\\\dots +\left\{(1-\xi _{3}^{2}){\frac {\frac {\partial ^{2}Z}{\partial \xi _{3}^{2}}}{Z}}-\xi _{3}{\frac {\frac {\partial Z}{\partial \xi _{3}}}{Z}}\right\}+\kappa ^{2}(\xi _{1}^{2}-a^{2})(1-\xi _{2}^{2})&=0\end{aligned}}}
Weil auf der rechten Seite eine Konstante (null) steht und nur der Term in der geschweiften Klammer von ξ3 abhängt, ist dieser ebenfalls eine Konstante α3:
{\displaystyle (1-\xi _{3}^{2}){\frac {\frac {\partial ^{2}Z}{\partial \xi _{3}^{2}}}{Z}}-\xi _{3}{\frac {\frac {\partial Z}{\partial \xi _{3}}}{Z}}=\alpha _{3}}
Einsetzen dieser Konstanten erlaubt auch ξ1 und ξ2 zu trennen:
{\displaystyle {\begin{aligned}&2\xi _{1}{\frac {\frac {\partial X}{\partial \xi _{1}}}{X}}+(\xi _{1}^{2}-a^{2}){\frac {\frac {\partial ^{2}X}{\partial \xi _{1}^{2}}}{X}}+\kappa ^{2}\xi _{1}^{2}+{\frac {\alpha _{3}a^{2}}{\xi _{1}^{2}-a^{2}}}=\dots \\&\qquad \qquad \qquad \dots =2\xi _{2}{\frac {\frac {\partial Y}{\partial \xi _{2}}}{Y}}-(1-\xi _{2}^{2}){\frac {\frac {\partial ^{2}Y}{\partial \xi _{2}^{2}}}{Y}}+\kappa ^{2}a^{2}\xi _{2}^{2}-{\frac {\alpha _{3}}{1-\xi _{2}^{2}}}\end{aligned}}}
Weil die linke Seite nur von ξ1 abhängt und die rechte Seite nur von ξ2, sind beide Seiten gleich einer Konstanten α2. Damit resultieren die oben angegebene Differenzialgleichungen. Ein gleichbedeutendes Ergebnis entsteht mit der Stäckel-Matrix:661
{\displaystyle \mathbf {S} ={\begin{pmatrix}1&{\frac {1}{\xi _{1}^{2}-a^{2}}}&{\frac {a^{2}}{(\xi _{1}^{2}-a^{2})^{2}}}\\a^{2}&{\frac {-1}{1-\xi _{2}^{2}}}&{\frac {1}{(1-\xi _{2}^{2})^{2}}}\\0&0&{\frac {-1}{1-\xi _{3}^{2}}}\end{pmatrix}}}
und der im Hauptartikel beschriebenen Methode.

### Abgeplattete Sphäroidkoordinaten, Variante 1

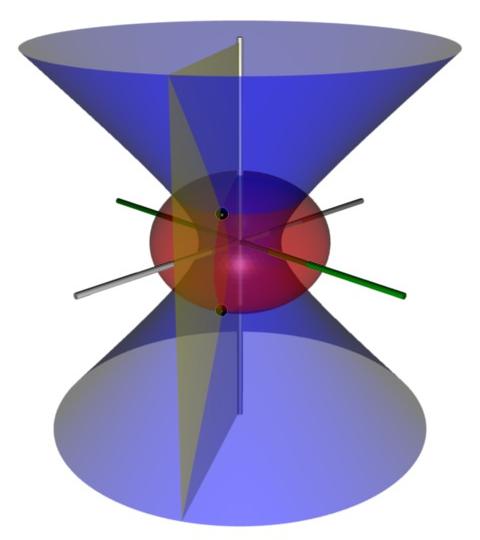
Koordinatenflächen in abgeplatteten Sphäroidkoordinaten.

Die kartesischen Koordinaten {\displaystyle (x,y,z)} berechnen sich aus den abgeplatteten Sphäroidkoordinaten im selben Wertebereich wie die gestreckten Sphäroidkoordinaten der Variante 1 {\displaystyle \eta ,\theta ,\psi \in \mathbb {R} ^{\geq 0},\,\theta \leq \pi ,\,\psi \leq 2\pi } gemäß::31
{\displaystyle {\vec {r}}:={\begin{pmatrix}x\\y\\z\end{pmatrix}}=a{\begin{pmatrix}\cosh(\eta )\sin(\theta )\cos(\psi )\\\cosh(\eta )\sin(\theta )\sin(\psi )\\\sinh(\eta )\cos(\theta )\end{pmatrix}}}
#Gestreckte Sphäroidkoordinaten, Variante 1, benutzen im Vergleich hierzu cosh statt sinh und umgekehrt.

#### Koordinatenflächen in abgeplatteten Sphäroidkoordinaten, Variante 1
In abgeplatteten Sphäroidkoordinaten:31 (η,θ,ψ) bestehen die Koordinatenflächen aus einem Ellipsoid (η=const., rot im Bild),
{\displaystyle {\frac {x^{2}+y^{2}}{(a\cosh \eta )^{2}}}+{\frac {z^{2}}{(a\sinh \eta )^{2}}}=1}
einem einschaligen Rotationshyperboloid (θ=const., blau)
{\displaystyle {\frac {x^{2}+y^{2}}{(a\sin \theta )^{2}}}-{\frac {z^{2}}{(a\cos \theta )^{2}}}=1}
und einer Halbebene (ψ=const., gelb) mit
{\displaystyle y=x\tan \psi }
Hieraus ergibt sich andererseits
{\displaystyle {\begin{aligned}\cosh(\eta )^{2}=&{\frac {x^{2}+y^{2}+z^{2}+a^{2}+{\sqrt {(x^{2}+y^{2}+z^{2}-a^{2})^{2}+4a^{2}z^{2}}}}{2a^{2}}}\\\sin(\theta )^{2}=&{\frac {x^{2}+y^{2}+z^{2}+a^{2}-{\sqrt {(x^{2}+y^{2}+z^{2}-a^{2})^{2}+4a^{2}z^{2}}}}{2a^{2}}}\\\tan(\psi )=&{\frac {y}{x}}\end{aligned}}}

#### Metrische Faktoren, Weg- und Flächen- und Volumenelemente in abgeplatteten Sphäroidkoordinaten, Variante 1
Die kovarianten Basisvektoren sind mit {\displaystyle {\vec {r}}=(x,y,z)^{\top }}:
{\displaystyle {\vec {g}}_{\eta }:={\frac {\partial {\vec {r}}}{\partial \eta }}={\begin{pmatrix}x\tanh(\eta )\\y\tanh(\eta )\\z\coth(\eta )\end{pmatrix}},\;{\vec {g}}_{\theta }:={\frac {\partial {\vec {r}}}{\partial \theta }}={\begin{pmatrix}x\cot(\theta )\\y\cot(\theta )\\-z\tan(\theta )\end{pmatrix}},\;{\vec {g}}_{\psi }:={\frac {\partial {\vec {r}}}{\partial \psi }}={\begin{pmatrix}-y\\x\\0\end{pmatrix}}}
worin cot und coth die Kehrwerte des Tangens bzw. Tangens Hyperbolikus sind. Die Basisvektoren sind senkrecht zueinander und bilden in dieser Reihenfolge im gesamten Wertebereich ein Rechtssystem. Die metrischen Faktoren sind die Beträge der kovarianten Basisvektoren und lauten::31
{\displaystyle h:=h_{\eta }=h_{\theta }=a{\sqrt {\cosh(\eta )^{2}-\sin(\theta )^{2}}},\,h_{\psi }=a\cosh(\eta )\sin(\theta )}
Das gestreckt sphäroidische Orthonormalsystem ist dementsprechend
{\displaystyle {\begin{aligned}{\hat {c}}_{\eta }={\frac {1}{h}}{\begin{pmatrix}x\tanh(\eta )\\y\tanh(\eta )\\z\coth(\eta )\end{pmatrix}},\;{\hat {c}}_{\theta }={\frac {1}{h}}{\begin{pmatrix}x\cot(\theta )\\y\cot(\theta )\\-z\tan(\theta )\end{pmatrix}},\;{\hat {c}}_{\psi }={\begin{pmatrix}-\sin(\psi )\\\cos(\psi )\\0\end{pmatrix}}\end{aligned}}}
Das Linien- und Volumenelement ergibt sich zu:31
{\displaystyle {\begin{aligned}{\rm {d}}{\vec {r}}=&{\vec {g}}_{\eta }{\rm {d}}\eta +{\vec {g}}_{\theta }{\rm {d}}\theta +{\vec {g}}_{\psi }{\rm {d}}\psi \\{\rm {d}}s^{2}:=&|{\rm {d}}{\vec {r}}|^{2}=a^{2}[\cosh(\eta )^{2}-\sin(\theta )^{2}]\,({\rm {d}}\eta ^{2}+{\rm {d}}\theta ^{2})+a^{2}\cosh(\eta )^{2}\sin(\theta )^{2}\,{\rm {d}}\psi ^{2}\\{\rm {d}}A=&a^{2}\left\{[\cosh(\eta )^{2}-\sin(\theta )^{2}]{\hat {c}}_{\psi }\,{\rm {d}}\eta \,{\rm {d}}\theta +{\sqrt {\cosh(\eta )^{2}-\sin(\theta )^{2}}}\cosh(\eta )\sin(\theta )({\hat {c}}_{\eta }\,{\rm {d}}\theta +{\hat {c}}_{\theta }\,{\rm {d}}\eta )\,{\rm {d}}\psi \right\}\\{\rm {d}}V=&a^{3}[\cosh(\eta )^{2}-\sin(\theta )^{2}]\cosh(\eta )\sin(\theta )\,{\rm {d}}\eta \,{\rm {d}}\theta \,{\rm {d}}\psi \end{aligned}}}

#### Differentialoperatoren in abgeplatteten Sphäroidkoordinaten, Variante 1
Wegen der länglichen Ausdrücke für die metrischen Faktoren wird auf die allgemeine Darstellung der Operatoren Gradient, Divergenz und Rotation eines Vektorfeldes im Hauptartikel verwiesen.
Der Laplace-Operator ist::32
{\displaystyle {\begin{aligned}\Delta f=&{\frac {1}{a^{2}[\cosh(\eta )^{2}-\sin(\theta )^{2}]}}\left({\frac {\partial ^{2}f}{\partial \eta ^{2}}}+\tanh(\eta ){\frac {\partial f}{\partial \eta }}+{\frac {\partial ^{2}f}{\partial \theta ^{2}}}+\cot(\theta ){\frac {\partial f}{\partial \theta }}\right)+\dots \\&\dots +{\frac {1}{a^{2}\cosh(\eta )^{2}\sin(\theta )^{2}}}{\frac {\partial ^{2}f}{\partial \psi ^{2}}}\end{aligned}}}
worin cot der Kehrwert des Tangens ist.

#### Lösung der Laplace- und Helmholtz-Gleichung in abgeplatteten Sphäroidkoordinaten, Variante 1
In Ellipsoid-Koordinaten gelingt immer eine Trennung der Variablen in der Laplace- und Helmholtz-Gleichung. Mit dem Separationsansatz {\displaystyle \phi (\eta ,\theta ,\psi )=H(\eta )\cdot \Theta (\theta )\cdot \Psi (\psi )} lautet die Helmholtz-Gleichung {\displaystyle \Delta \phi +\kappa ^{2}\phi =0}:
{\displaystyle {\begin{aligned}{\frac {1}{a^{2}[\cosh(\eta )^{2}-\sin(\theta )^{2}]}}\left({\frac {\partial ^{2}H}{\partial \eta ^{2}}}\Theta \Psi +\tanh(\eta ){\frac {\partial H}{\partial \eta }}\Theta \Psi +H{\frac {\partial ^{2}\Theta }{\partial \theta ^{2}}}\Psi +\cot(\theta )H{\frac {\partial \Theta }{\partial \theta }}\Psi \right)+\dots &\\\dots +{\frac {1}{a^{2}\cosh(\eta )^{2}\sin(\theta )^{2}}}H\Theta {\frac {\partial ^{2}\Psi }{\partial \psi ^{2}}}+\kappa ^{2}H\Theta \Psi &=0\end{aligned}}}
Die drei Faktoren in der separierten Lösungsfunktion bestimmen sich aus den unabhängigen gewöhnlichen Differenzialgleichungen:33
{\displaystyle {\begin{aligned}{\frac {\partial ^{2}H}{\partial \eta ^{2}}}+\tanh(\eta ){\frac {\partial H}{\partial \eta }}+\left[\kappa ^{2}a^{2}\cosh(\eta )^{2}-\alpha _{2}+{\frac {\alpha _{3}}{\cosh(\eta )^{2}}}\right]H=&0\\{\frac {\partial ^{2}\Theta }{\partial \theta ^{2}}}+\cot(\theta ){\frac {\partial \Theta }{\partial \theta }}+\left[-\kappa ^{2}a^{2}\sin(\theta )^{2}+\alpha _{2}-{\frac {\alpha _{3}}{\sin(\theta )^{2}}}\right]\Theta =&0\\{\frac {\partial ^{2}\Psi }{\partial \psi ^{2}}}+\alpha _{3}\Psi =&0\end{aligned}}}
und den Randbedingungen. Bei der Laplace-Gleichung ist {\displaystyle \kappa =0}.
Denn Multiplikation der Helmholtz-Gleichung mit {\displaystyle {\tfrac {a^{2}\cosh(\eta )^{2}\sin(\theta )^{2}}{H\Theta \Psi }}} liefert:
{\displaystyle {\begin{aligned}{\frac {\cosh(\eta )^{2}\sin(\theta )^{2}}{\cosh(\eta )^{2}-\sin(\theta )^{2}}}\left({\frac {\frac {\partial ^{2}H}{\partial \eta ^{2}}}{H}}+\tanh(\eta ){\frac {\frac {\partial H}{\partial \eta }}{H}}+{\frac {\frac {\partial ^{2}\Theta }{\partial \theta ^{2}}}{\Theta }}+{\frac {\frac {\partial \Theta }{\partial \theta }}{\Theta \tan(\theta )}}\right)+\kappa ^{2}a^{2}\cosh(\eta )^{2}\sin(\theta )^{2}+{\frac {\frac {\partial ^{2}\Psi }{\partial \psi ^{2}}}{\Psi }}=0\end{aligned}}}
Weil auf der rechten Seite eine Konstante (null) steht und nur der letzte Term auf der linken Seite von ψ abhängt, ist letzterer ebenfalls konstant:
{\displaystyle {\frac {\frac {\partial ^{2}\Psi }{\partial \psi ^{2}}}{\Psi }}=-\alpha _{3}}
Einsetzen dieser Konstanten erlaubt auch η und θ zu trennen:
{\displaystyle {\begin{aligned}&{\frac {\frac {\partial ^{2}H}{\partial \eta ^{2}}}{H}}+\tanh(\eta ){\frac {\frac {\partial H}{\partial \eta }}{H}}+\kappa ^{2}a^{2}\cosh(\eta )^{2}+{\frac {\alpha _{3}}{\cosh(\eta )^{2}}}=\dots \\&\qquad \qquad \qquad \dots =-\left[{\frac {\frac {\partial ^{2}\Theta }{\partial \theta ^{2}}}{\Theta }}+{\frac {\frac {\partial \Theta }{\partial \theta }}{\Theta \tan(\theta )}}-\kappa ^{2}a^{2}\sin(\theta )^{2}-{\frac {\alpha _{3}}{\sin(\theta )^{2}}}\right]\end{aligned}}}
Weil die linke Seite nur von η abhängt und die rechte Seite nur von θ, sind beide Seiten gleich einer Konstanten α2. So entstehen die oben angegebene Differenzialgleichungen:30 Ein gleichbedeutendes Ergebnis wird mit dem im Hauptartikel beschriebenen Verfahren und der Stäckel-Matrix:31
{\displaystyle \mathbf {S} ={\begin{pmatrix}a^{2}\cosh(\eta )^{2}&-1&{\frac {1}{\cosh(\eta )^{2}}}\\-a^{2}\sin(\theta )^{2}&1&{\frac {-1}{\sin(\theta )^{2}}}\\0&0&1\end{pmatrix}}}
erzielt.

### Abgeplattete Sphäroidkoordinaten, Variante 2
Die abgeplatteten Sphäroidkoordinaten der Variante 2 benutzen nicht die Variablen η,θ,ψ der ersten Variante, sondern deren Funktionswerte::662
{\displaystyle \xi _{1}=a\sinh(\eta ),\;\xi _{2}=\cos(\theta ),\;\xi _{3}=\cos(\psi )}
#Gestreckte Sphäroidkoordinaten, Variante 2, benutzen im Vergleich hierzu cosh statt sinh. Die kartesischen Koordinaten {\displaystyle (x,y,z)} berechnen sich aus den abgeplatteten Sphäroidkoordinaten {\displaystyle \xi _{1,2,3}\in \mathbb {R} ,\,\xi _{1}\geq 0,-1\leq \xi _{2,3}\leq 1} gemäß:
{\displaystyle {\vec {r}}:={\begin{pmatrix}x\\y\\z\end{pmatrix}}={\begin{pmatrix}\xi _{3}{\sqrt {(\xi _{1}^{2}+a^{2})(1-\xi _{2}^{2})}}\\{\sqrt {(\xi _{1}^{2}+a^{2})(1-\xi _{2}^{2})(1-\xi _{3}^{2})}}\\\xi _{1}\xi _{2}\end{pmatrix}}}

#### Koordinatenflächen in abgeplatteten Sphäroidkoordinaten, Variante 2

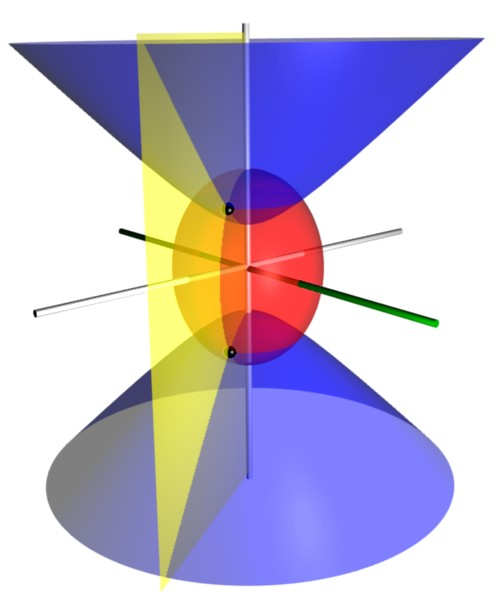
Koordinatenflächen in abgeplatteten Sphäroidkoordinaten.

In der Variante 2 ist auf dem Ellipsoid (ξ1=const.,rot)
{\displaystyle {\frac {x^{2}+y^{2}}{\xi _{1}^{2}+a^{2}}}+{\frac {z^{2}}{\xi _{1}^{2}}}=1}
auf dem einschaligen Rotationshyperboloid (ξ2=const., blau)
{\displaystyle {\frac {x^{2}+y^{2}}{a^{2}(1-\xi _{2}^{2})}}-{\frac {z^{2}}{a^{2}\xi _{2}^{2}}}=1}
und in der Halbebene (ξ3=const., gelb)
{\displaystyle {\frac {y}{x}}={\frac {\sqrt {1-\xi _{3}^{2}}}{\xi _{3}}}}
Hieraus ergibt sich andererseits
{\displaystyle {\begin{aligned}\xi _{1}^{2}=&{\frac {{\sqrt {(x^{2}+y^{2}+z^{2}-a^{2})^{2}+4a^{2}z^{2}}}-a^{2}+x^{2}+y^{2}+z^{2}}{2}}\\\xi _{2}^{2}=&{\frac {{\sqrt {(x^{2}+y^{2}+z^{2}-a^{2})^{2}+4a^{2}z^{2}}}+a^{2}-x^{2}-y^{2}-z^{2}}{2a^{2}}}\\\xi _{3}^{2}=&{\frac {x^{2}}{x^{2}+y^{2}}}\end{aligned}}}

#### Metrische Faktoren, Weg- und Flächen- und Volumenelemente in abgeplatteten Sphäroidkoordinaten, Variante 2
Die kovarianten Basisvektoren sind mit {\displaystyle {\vec {r}}=(x,y,z)^{\top }}:
{\displaystyle {\vec {g}}_{1}:={\frac {\partial {\vec {r}}}{\partial \xi _{1}}}={\begin{pmatrix}{\frac {\xi _{1}x}{\xi _{1}^{2}+a^{2}}}\\{\frac {\xi _{1}y}{\xi _{1}^{2}+a^{2}}}\\{\frac {z}{\xi _{1}}}\end{pmatrix}},\;{\vec {g}}_{2}:={\frac {\partial {\vec {r}}}{\partial \xi _{2}}}={\begin{pmatrix}-{\frac {\xi _{2}x}{1-\xi _{2}^{2}}}\\-{\frac {\xi _{2}y}{1-\xi _{2}^{2}}}\\{\frac {z}{\xi _{2}}}\end{pmatrix}},\;{\vec {g}}_{3}:={\frac {\partial {\vec {r}}}{\partial \xi _{3}}}={\begin{pmatrix}{\frac {x}{\xi _{3}}}\\-{\frac {\xi _{3}y}{1-\xi _{3}^{2}}}\\0\end{pmatrix}}}
Die Basisvektoren sind senkrecht zueinander und bilden in dieser Reihenfolge ein Rechtssystem. Die metrischen Faktoren sind die Beträge der kovarianten Basisvektoren und lauten:
{\displaystyle h_{1}={\sqrt {\frac {\xi _{1}^{2}+a^{2}\xi _{2}^{2}}{\xi _{1}^{2}+a^{2}}}},\;h_{2}={\sqrt {\frac {\xi _{1}^{2}+a^{2}\xi _{2}^{2}}{1-\xi _{2}^{2}}}},\;h_{3}={\sqrt {\frac {(\xi _{1}^{2}+a^{2})(1-\xi _{2}^{2})}{1-\xi _{3}^{2}}}}}
Das gestreckt sphäroidische Orthonormalsystem schreibt sich in dieser Formulierung
{\displaystyle {\begin{aligned}{\hat {c}}_{1}=&{\frac {1}{\sqrt {\xi _{1}^{2}+a^{2}\xi _{2}^{2}}}}{\begin{pmatrix}\xi _{1}\xi _{3}{\sqrt {1-\xi _{2}^{2}}}\\\xi _{1}{\sqrt {(1-\xi _{2}^{2})(1-\xi _{3}^{2})}}\\\xi _{2}{\sqrt {\xi _{1}^{2}+a^{2}}}\end{pmatrix}}\\{\hat {c}}_{2}=&{\frac {1}{\sqrt {\xi _{1}^{2}+a^{2}\xi _{2}^{2}}}}{\begin{pmatrix}-\xi _{2}\xi _{3}{\sqrt {\xi _{1}^{2}+a^{2}}}\\-\xi _{2}{\sqrt {(\xi _{1}^{2}+a^{2})(1-\xi _{3}^{2})}}\\\xi _{1}{\sqrt {1-\xi _{2}^{2}}}\end{pmatrix}},\;{\hat {c}}_{3}={\begin{pmatrix}{\sqrt {1-\xi _{3}^{2}}}\\-\xi _{3}\\0\end{pmatrix}}\end{aligned}}}
Das Linien- und Volumenelement ergibt sich zu
{\displaystyle {\begin{aligned}{\rm {d}}{\vec {r}}=&{\vec {g}}_{1}{\rm {d}}\xi _{1}+{\vec {g}}_{2}{\rm {d}}\xi _{2}+{\vec {g}}_{3}{\rm {d}}\xi _{3}\\{\rm {d}}s^{2}:=&|{\rm {d}}{\vec {r}}|^{2}={\frac {\xi _{1}^{2}+a^{2}\xi _{2}^{2}}{\xi _{1}^{2}+a^{2}}}\,{\rm {d}}\xi _{1}^{2}+{\frac {\xi _{1}^{2}+a^{2}\xi _{2}^{2}}{1-\xi _{2}^{2}}}\,{\rm {d}}\xi _{2}^{2}+{\frac {(\xi _{1}^{2}+a^{2})(1-\xi _{2}^{2})}{1-\xi _{3}^{2}}}\,{\rm {d}}\xi _{3}^{2}\\{\rm {d}}V=&{\frac {\xi _{1}^{2}+a^{2}\xi _{2}^{2}}{\sqrt {1-\xi _{3}^{2}}}}\,{\rm {d}}\xi _{1}\,{\rm {d}}\xi _{2}\,{\rm {d}}\xi _{3}\end{aligned}}}

#### Differentialoperatoren in abgeplatteten Sphäroidkoordinaten, Variante 2
Wegen der länglichen Ausdrücke für die metrischen Faktoren wird auf die allgemeine Darstellung der Operatoren Gradient, Divergenz und Rotation eines Vektorfeldes im Hauptartikel verwiesen.
Der Laplace-Operator ist:
{\displaystyle \Delta f={\frac {(\xi _{1}^{2}+a^{2}){\frac {\partial ^{2}f}{\partial \xi _{1}^{2}}}+2\xi _{1}{\frac {\partial f}{\partial \xi _{1}}}+(1-\xi _{2}^{2}){\frac {\partial ^{2}f}{\partial \xi _{2}^{2}}}-2\xi _{2}{\frac {\partial f}{\partial \xi _{2}}}}{\xi _{1}^{2}+a^{2}\xi _{2}^{2}}}+{\frac {(1-\xi _{3}^{2}){\frac {\partial ^{2}f}{\partial \xi _{3}^{2}}}-\xi _{3}{\frac {\partial f}{\partial \xi _{3}}}}{(\xi _{1}^{2}+a^{2})(1-\xi _{2}^{2})}}}

#### Lösung der Laplace- und Helmholtz-Gleichung in abgeplatteten Sphäroidkoordinaten, Variante 2
In Ellipsoid-Koordinaten gelingt immer eine Trennung der Variablen in der Laplace- und Helmholtz-Gleichung. Mit dem Separationsansatz {\displaystyle \phi (\xi _{1},\xi _{2},\xi _{3})=X(\xi _{1})\cdot Y(\xi _{2})\cdot Z(\xi _{3})} lautet die Helmholtz-Gleichung {\displaystyle \Delta \phi +\kappa ^{2}\phi =0}:
{\displaystyle {\begin{aligned}{\frac {(\xi _{1}^{2}+a^{2}){\frac {\partial ^{2}\phi }{\partial \xi _{1}^{2}}}+2\xi _{1}{\frac {\partial \phi }{\partial \xi _{1}}}+(1-\xi _{2}^{2}){\frac {\partial ^{2}\phi }{\partial \xi _{2}^{2}}}-2\xi _{2}{\frac {\partial \phi }{\partial \xi _{2}}}}{\xi _{1}^{2}+a^{2}\xi _{2}^{2}}}+{\frac {(1-\xi _{3}^{2}){\frac {\partial ^{2}\phi }{\partial \xi _{3}^{2}}}-\xi _{3}{\frac {\partial \phi }{\partial \xi _{3}}}}{(\xi _{1}^{2}+a^{2})(1-\xi _{2}^{2})}}+\kappa ^{2}\phi &=\\{\frac {(\xi _{1}^{2}+a^{2}){\frac {\partial ^{2}X}{\partial \xi _{1}^{2}}}YZ+2\xi _{1}{\frac {\partial X}{\partial \xi _{1}}}YZ+(1-\xi _{2}^{2})X{\frac {\partial ^{2}Y}{\partial \xi _{2}^{2}}}Z-2\xi _{2}X{\frac {\partial Y}{\partial \xi _{2}}}Z}{\xi _{1}^{2}+a^{2}\xi _{2}^{2}}}+\dots \qquad &\\\dots +{\frac {(1-\xi _{3}^{2})XY{\frac {\partial ^{2}Z}{\partial \xi _{3}^{2}}}-\xi _{3}XY{\frac {\partial Z}{\partial \xi _{3}}}}{(\xi _{1}^{2}+a^{2})(1-\xi _{2}^{2})}}+\kappa ^{2}XYZ&=0\end{aligned}}}
Die drei Faktoren in der separierten Lösungsfunktion bestimmen sich aus den unabhängigen gewöhnlichen Differenzialgleichungen
{\displaystyle {\begin{aligned}2\xi _{1}{\frac {\partial X}{\partial \xi _{1}}}+(\xi _{1}^{2}+a^{2}){\frac {\partial ^{2}X}{\partial \xi _{1}^{2}}}+\left(\kappa ^{2}\xi _{1}^{2}-\alpha _{2}-{\frac {\alpha _{3}a^{2}}{\xi _{1}^{2}+a^{2}}}\right)X=&0\\2\xi _{2}{\frac {\partial Y}{\partial \xi _{2}}}-(1-\xi _{2}^{2}){\frac {\partial ^{2}Y}{\partial \xi _{2}^{2}}}-\left(\kappa ^{2}a^{2}\xi _{2}^{2}+\alpha _{2}+{\frac {\alpha _{3}}{1-\xi _{2}^{2}}}\right)Y=&0\\(1-\xi _{3}^{2}){\frac {\partial ^{2}Z}{\partial \xi _{3}^{2}}}-\xi _{3}{\frac {\partial Z}{\partial \xi _{3}}}-\alpha _{3}Z=&0\end{aligned}}}
und den Randbedingungen. Bei der Laplace-Gleichung ist {\displaystyle \kappa =0}.
Denn Multiplikation der Helmholtz-Gleichung mit {\displaystyle {\tfrac {(\xi _{1}^{2}+a^{2})(1-\xi _{2}^{2})}{XYZ}}} liefert:
{\displaystyle {\begin{aligned}{\frac {(\xi _{1}^{2}+a^{2})(1-\xi _{2}^{2})}{\xi _{1}^{2}+a^{2}\xi _{2}^{2}}}\left[(\xi _{1}^{2}+a^{2}){\frac {\frac {\partial ^{2}X}{\partial \xi _{1}^{2}}}{X}}+2\xi _{1}{\frac {\frac {\partial X}{\partial \xi _{1}}}{X}}+(1-\xi _{2}^{2}){\frac {\frac {\partial ^{2}Y}{\partial \xi _{2}^{2}}}{Y}}-2\xi _{2}{\frac {\frac {\partial Y}{\partial \xi _{2}}}{Y}}\right]+\dots &\\\dots +\left\{(1-\xi _{3}^{2}){\frac {\frac {\partial ^{2}Z}{\partial \xi _{3}^{2}}}{Z}}-\xi _{3}{\frac {\frac {\partial Z}{\partial \xi _{3}}}{Z}}\right\}+\kappa ^{2}(\xi _{1}^{2}+a^{2})(1-\xi _{2}^{2})&=0\end{aligned}}}
Weil auf der rechten Seite eine Konstante (null) steht und nur der Term in der geschweiften Klammer von ξ3 abhängt, ist dieser ebenfalls eine Konstante α3:
{\displaystyle (1-\xi _{3}^{2}){\frac {\frac {\partial ^{2}Z}{\partial \xi _{3}^{2}}}{Z}}-\xi _{3}{\frac {\frac {\partial Z}{\partial \xi _{3}}}{Z}}=\alpha _{3}}
Einsetzen dieser Konstanten erlaubt auch ξ1 und ξ2 zu trennen:
{\displaystyle {\begin{aligned}&2\xi _{1}{\frac {\frac {\partial X}{\partial \xi _{1}}}{X}}+(\xi _{1}^{2}+a^{2}){\frac {\frac {\partial ^{2}X}{\partial \xi _{1}^{2}}}{X}}+\kappa ^{2}\xi _{1}^{2}-{\frac {\alpha _{3}a^{2}}{\xi _{1}^{2}+a^{2}}}=\dots \\&\qquad \qquad \qquad \dots =2\xi _{2}{\frac {\frac {\partial Y}{\partial \xi _{2}}}{Y}}-(1-\xi _{2}^{2}){\frac {\frac {\partial ^{2}Y}{\partial \xi _{2}^{2}}}{Y}}-\kappa ^{2}a^{2}\xi _{2}^{2}-{\frac {\alpha _{3}}{1-\xi _{2}^{2}}}\end{aligned}}}
Weil die linke Seite nur von ξ1 abhängt und die rechte Seite nur von ξ2, sind beide Seiten gleich einer Konstanten α2. Damit resultieren die oben angegebene Differenzialgleichungen. Ein gleichbedeutendes Ergebnis entsteht mit der Stäckel-Matrix:662
{\displaystyle \mathbf {S} ={\begin{pmatrix}1&{\frac {1}{\xi _{1}^{2}+a^{2}}}&{\frac {-a^{2}}{(\xi _{1}^{2}+a^{2})^{2}}}\\-a^{2}&{\frac {-1}{1-\xi _{2}^{2}}}&{\frac {1}{(1-\xi _{2}^{2})^{2}}}\\0&0&{\frac {-1}{1-\xi _{3}^{2}}}\end{pmatrix}}}
und der im Hauptartikel beschriebenen Methode.

## Ellipsoid-Koordinaten

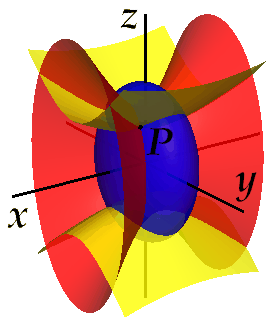
Koordinatenflächen in Ellipsoid-Koordinaten sind ein Ellipsoid (blau), ein einschaliges (rot) und ein zweischaliges Hyperboloid (gelb).

Die formale Fortsetzung des Konzepts der konfokalen Ellipsen und Hyperbeln führt auf die Ellipsoid-Koordinaten, die konfokale Quadriken (Ellipsoide, ein- und zweischalige Hyperboloide) verwenden.:41:663